# Monte Candelozzo
Il monte Candelozzo è una montagna dell'Appennino Ligure (nel gruppo dei Monti di Genova) che raggiunge i 1036 m s.l.m..

## Descrizione

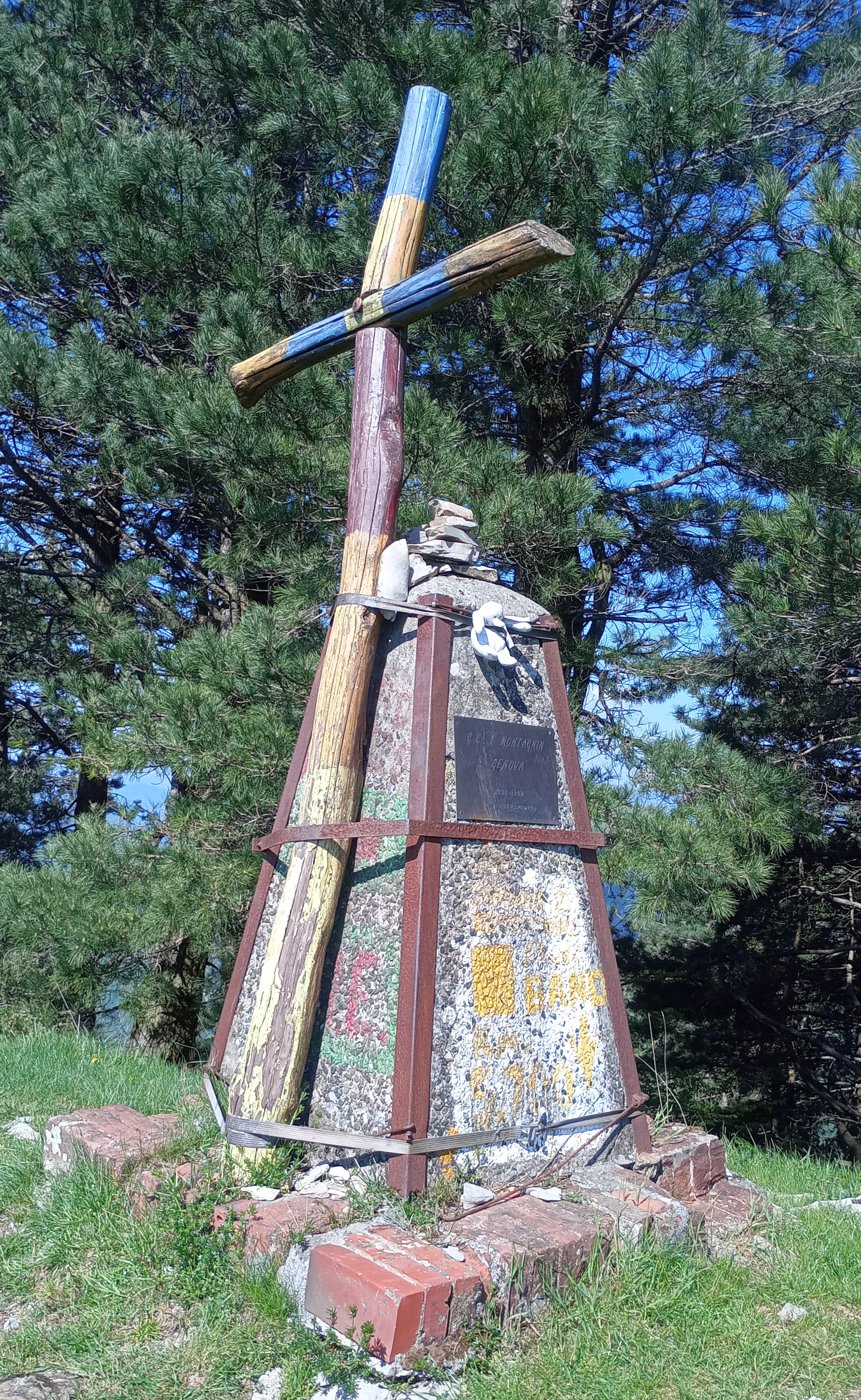
La croce sull'anticima

Il monte Candelozzo si trova sulla catena principale appenninica ed è la cima più elevata del Gruppo dei Monti di Genova. È collocato sullo spartiacque tra il bacino della Scrivia, e in particolare la valletta del Rio di Noci che ospita l'omonimo invaso, e l'area sorgentizia della Val Bisagno. La sua prominenza topografica è di 361 metri. La cima principale non è segnalata da alcun manufatto, ma su una elevazione secondaria, poco più bassa e collocata un po' più a sud, si trova un pilastrino con annessa una croce di vetta.  Il monte era noto come meta escursionistica e apprezzato come punto panoramico già nell'Ottocento.

## Accesso alla vetta

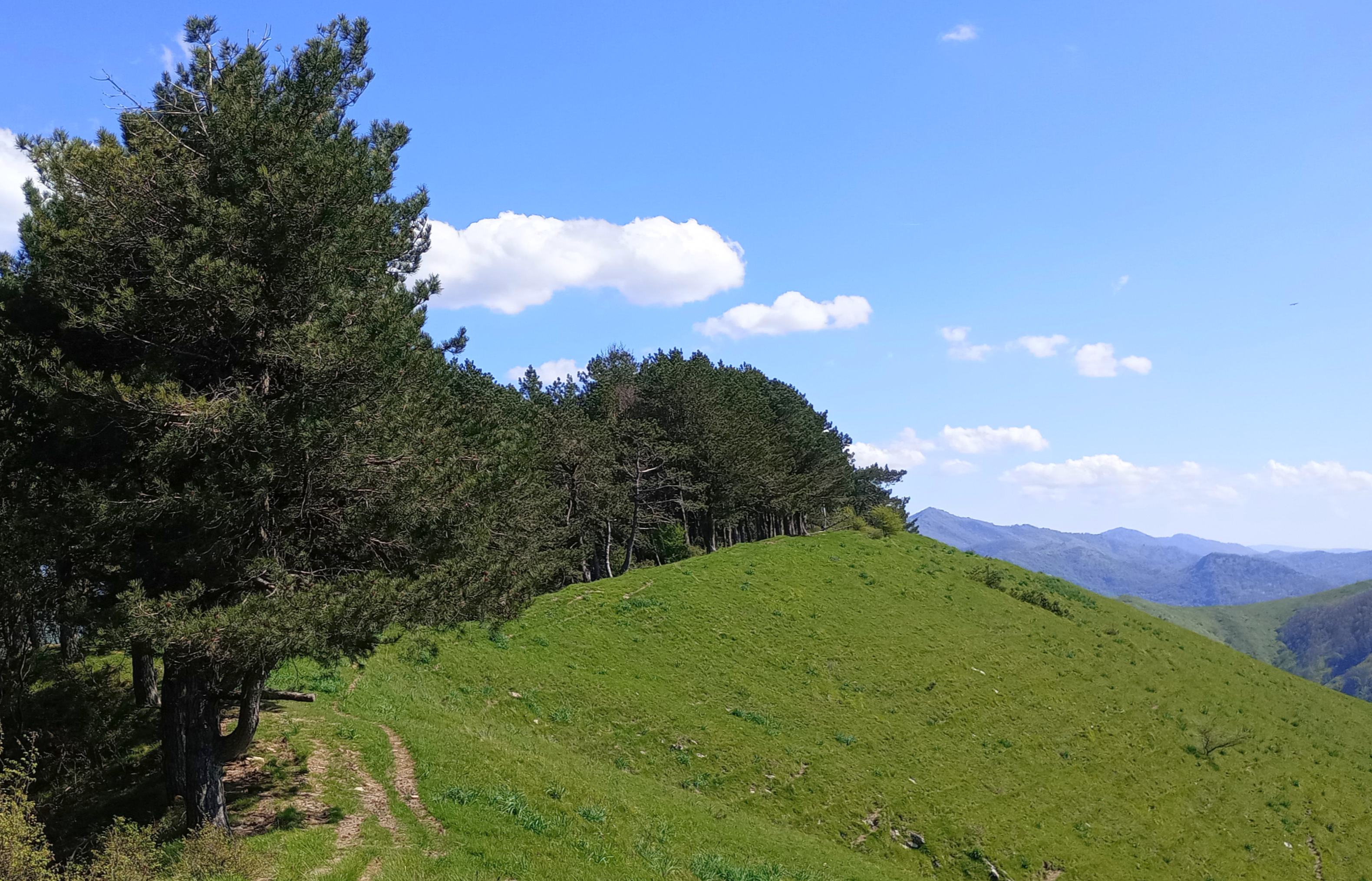
La vetta del monte con il rimboschimento di pini

La cima della montagna può essere raggiunta seguendo vari itinerari escursionistici. Uno dei sentieri segnalati, non difficile ma piuttosto lungo, parte da Genova-Prato. Un secondo percorso raggiunge la cima del Candelozzo dalla frazione Chiappaiolo (Davagna). Non lontano dalla vetta passa anche l'Alta Via dei Monti Liguri, che transita sui versanti ovest e nord del Candelozzo.

## Ambiente
Anche visivamente il Candelozzo è caratterizzato da un rimboschimento a conifere effettuato sul lato padano nei pressi della cima, che contrasta con la copertura erbosa del versante marittimo.

## Bibliografia

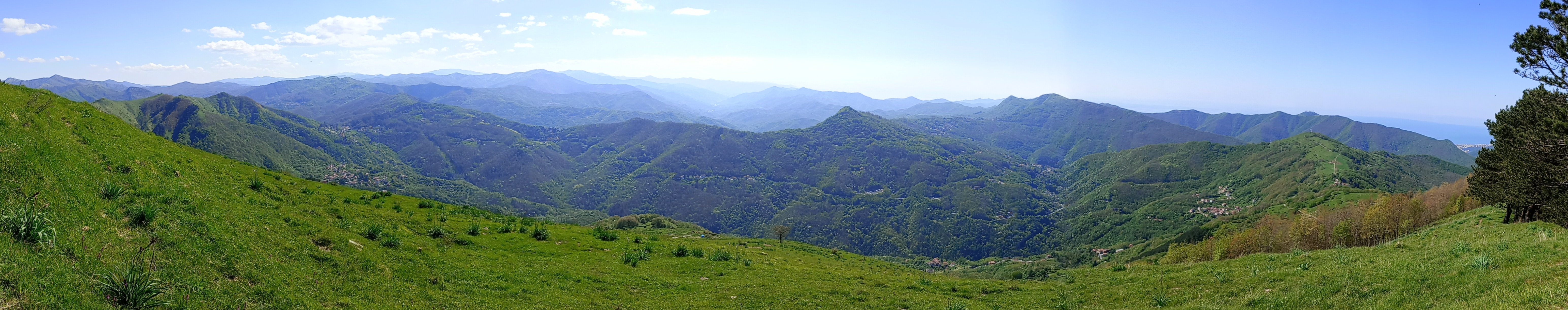
Vista verso sud